# Eleanor Dark
Eleanor Dark (Sydney, 26 d'agost de 1901 - Katoomba, 11 de setembre de 1985) va ser una escriptora australiana, guanyadora de la Medalla d'Or de la Australian Literature Society. La seva obra més coneguda és The Timeless Land (1941). Les seves novel·les reflecteixen els primers anys de la colonització d'Austràlia. Va escriure Prelude to Christopher (1934), Retour à Coolamí (1936), Storum of Time (1942) i No Barrier (1953), entre d'altres.
El 1977 va ser nomenada Oficial de l'Orde d'Austràlia i el 1978 va rebre el premi Alice per la Societat de dones escriptores d'Austràlia.